# Walerij Kowtun
Walerij Petrowytsch Kowtun (ukrainisch Валерій Петрович Ковтун; * 22. Oktober 1944 in Jassynuwata, Ukrainische SSR; † 3. Februar 2005 in Kiew, Ukraine) war ein ukrainischer Balletttänzer, Ballettmeister und Choreograph. 

## Leben
Walerij Kowtun besuchte ab 1959 die Dnipropetrowsker Theaterschule und wechselte dann an die Ballettschule in Kiew, die er bereits 1965 abschloss. 1982 wurde er Ballettmeister am Staatlichen Institut für Theaterkunst in Moskau.
Am 24. Dezember 1964 gab er sein Bühnendebüt am Kiewer Opern und Ballett-Theater. Zwischen 1965 und 1968 war er Balletttänzer am Charkower Ballett.
1968 wurde er Solist und zwischen 1985 und 1987 der Chefchoreograph des Kiewer Opernhauses. Von 1989 bis 1998 war er Künstlerischer Leiter und Chefchoreograph des Kiewer Klassisches Balletttheaters.
Zwischen 1998 und 2005 war er Chefchoreograph des Kiewer Opern- und Balletttheaters für Kinder und Jugendliche. 
Walerij Kowtun lebte in Kiew, wo er 2005 60-jährig starb und auf dem Baikowe-Friedhof bestattet wurde.

## Ehrungen
- 1978 Volkskünstler der Ukrainischen SSR[5]
- 1986 Taras-Schewtschenko-Preis[5]